# Lucien-Marie Pautrier
Lucien-Marie Pautrier, né le 3 août 1876 à Aubagne (Bouches-du-Rhône) et mort à 9 juillet 1959 à Strasbourg, est un médecin et dermatologue français, fondateur de l'école de dermatologie de Strasbourg.

## Biographie
Lucien Marie Pautrier est le fil de Denis Émile Joachim Pautrier et de Antoinette Béatrix Françoise Marthe Mouriés.
Il commence ses études médicales à Marseille avant de rapidement rejoindre Paris. Très tôt, il s'intéresse à la dermatologie  et soutient sa thèse en 1903 intitulée Les tuberculoses cutanées atypiques. Il devient l'assistant d'Émile Leredde (1866-1926) puis le collaborateur de Louis Brocq à l'Hôpital Saint-Louis. 
Il est incorporé, en 1898 au sein du 12e régiment d'artillerie et participe à la campagne d'Algérie. Il est libéré après la campagne. Il est affecté à la réserve en 1900.   
Pendant la Première Guerre mondiale, à la mobilisation générale du 1er août 1914, il est affecté à l'hôpital de Châlons-en-Champagne, puis en 1915 à celui de Bourges où il crée le centre de lutte antivénérienne. 
Après la Grande Guerre, en 1919, il est appelé à Strasbourg par Georges Weiss. Il fonde  la « Ligue antivénérienne d'Alsace et de Lorraine » et fait construire un nouveau bâtiment inauguré en 1930 : le « dermato-palace ».
Pendant la Seconde Guerre mondiale, il suit les Hospices civils de Strasbourg évacués à la cité sanitaire de Clairvivre. Au retour des Hospices en Alsace, il reste à Clairvivre au sein de l'hôpital des réfugiés de la Dordogne où il continue de diriger le service de dermatologie.
De 1942 à 1945, il occupe la chaire de dermatologie de l'Université de Lausanne. De retour à Strasbourg, il fonde un laboratoire de chirurgie expérimentale : le « Laboratoire Poincaré ».
Il est élu membre correspondant non-résidant de l'Académie nationale de médecine (7 février 1939) et nommé Grand Officier de la Légion d'honneur (15 février 1958) Il est le membre fondateur de la « Société des amis de la musique » et du Festival de musique de Strasbourg en 1932.
Le 4 juin 1902, à Paris, il épouse en premières noces, la femme peintre symboliste Jeanne Jacquemin, née Boyer, et en secondes noces Marie Villedieu,.

## Décorations
- Croix de guerre 1914–1918 (1914) [1];
- Chevalier de la Légion d'honneur (1916) [1];
- Officier de la Légion d'honneur(1924) [1];
- Commandeur de la Légion d'honneur (1939) [1];
- Grand officier de la Légion d'honneur (15 février 1958)[4] ;

## Reconnaissance[1]
- Professeur de clinique à la faculté de médecine de Strasbourg ;
- Inspecteur régional et médecin consultant du ministère de la Santé Publique ;
- Médecin consultant régional de la SNCF ;
- Vice-président de la société des Amis de l'université de Strasbourg ;
- Président du Conseil d'administration de Centre de recherches chirurgicales Raymond Poincaré ;
- Docteur honoris causa des universités de Gand, Montréal, Coimbra et Sofia ;
- Membre d'honneur de l'Académie royale de médecine de Madrid ;
- Administrateur-délégué des Hospices civils de Strasbourg et de l'Hôpitals des réfugiés de Clairvivre.

## Éponymie
- Syndrome (ou glossite) de Brocq-Pautrier[6]
- Abcès de Pautrier[7]
- Syndrome de Pautrier et Woringer[8]

## Œuvres et publications
- La maladie de Besnier-Boeck, ses manifestations cutanées, ganglionnaires, pulmonaires, osseuses, viscérales, nasales et conjonctivales, 1935.

En collaboration
- André Strohl  (Dr), Georges Weiss (1859-1931), Paris, Masson, 1931, In-8°, 16 p., portrait.